# Afrodynopsylla gigantea
Afrodynopsylla gigantea är en insektsart som beskrevs av Jennifer L. Hollis och Broomfield 1989. Afrodynopsylla gigantea ingår i släktet Afrodynopsylla och familjen Homotomidae. Inga underarter finns listade i Catalogue of Life.